# كارلوس روبرتو بيريز
كارلوس روبرتو بيريز (بالإسبانية: Carlos Roberto Pérez)‏ هو لاعب كرة قدم مكسيكي، ولد في 12 يوليو 1968.